# Albert Stainier
Albert Stainier (Mont-Saint-Guibert, 5 november 1900 - Schaarbeek, 2 april 1942), luitenant bij de Belgische strijdkrachten in Groot-Brittannië tijdens de Tweede Wereldoorlog.

## Kinderjaren
Albert Stainier, zoon van François-Louis Stainier (ambtenaar, geboren in Brye) en Alice Clotilde Cornélie Boin (zonder beroep, geboren in Elsene), wordt geboren op 5 november 1900 aan de place du Sablon  in het centrum van Mont-Saint-Guibert, waar zijn familie zich twee jaar eerder vestigde. Later verhuist de familie enkele straten verder naar nummer 7 op de Grand-Place.
De grootoom van Albert, Adolphe Delhaize getrouwd met Adolphine Stainier, is de oprichter van de Delhaize winkelketen.
Op zijn 13e start Albert zijn studies aan het Sint-Pieterscollege in Leuven. De familie verhuist dan ook naar de Tiensesteenweg 272 in Kessel-Lo, een deelgemeente van Leuven. Een jaar later breekt de Eerste Wereldoorlog uit en vlucht de familie naar Le Tréport in Frankrijk. In 1918 keert zijn vader terug naar België om vast te stellen dat hun woning volledig verwoest was. Hierdoor keert de rest van de familie pas in 1919 terug, waarna ze zich kort in Brussel vestigen. Een jaar later keren ze terug naar Leuven.
Tussen 1921 en 1925 studeerde Albert met succes aan de École centrale des arts et métiers (ECAM) in Brussel.
Ondertussen bouwde Albert ook zijn eigen zender-ontvangers als radioamateur en publiceerde artikels in gespecialiseerde tijdschriften.

## Gezin
In 1930 trouwt hij met Marcelle De Vos. Hun twee kinderen, Francis en Philippe, worden geboren in Vorst waar het koppel dan woont. Francis sterft al 3 jaar later, Philippe overlijdt in 1953 aan de kant van het Circuit de Spa-Francorchamps op 21-jarige leeftijd.

## Oorlogsjaren
In 1926 is hij gelegerd in de kazerne van Leuven, waar hij deel uitmaakt van het 17e artillerieregiment te paard.
Na de capitulatie van het Belgisch leger in 1940 vlucht Albert op 8 april 1941 via Frankrijk, Spanje en Portugal naar Groot-Brittannië. Enkele maanden later, op 7 november 1941, wordt hij gedropt met een zender-ontvanger. Hij zet een verzetsnetwerk op in bezet gebied en speelt informatie door naar Londen. Tijdens deze periode werkt hij als vertegenwoordiger voor de firma Landuyt-Wuyst uit Eeklo, hoogstwaarschijnlijk als dekmantel om België te kunnen doorkruisen. Als radioamateur bouwt hij 2 extra zender-ontvangers om vanop verschillende locaties te kunnen uitzenden zonder steeds al zijn materiaal te moeten verplaatsen.
Om niet ontdekt te worden mogen uitzendingen niet langer dan 20 minuten duren. Op 10 mei 1942 zendt hij gedurende 3 uur uit vanuit zijn ouderlijk huis in Leuven waar hij opgepakt wordt door de Duitse bezetter. Ondanks de zware ondervragingen behoudt hij zijn stilzwijgen waardoor mogelijk verdere arrestaties vermeden worden. Hij wordt opgesloten in de gevangenis van Sint-Gillis.
Op 2 april 1942 wordt Albert op de Nationale Schietbaan in Schaarbeek geëxecuteerd voor spionage. Zijn lichaam wordt begraven op een geheime begraafplaats in Hechtel. Op de begraafplaats staat sinds 1984 een kruisteken ter ere van Albert Stainier. In zijn laatste brief vroeg Albert begraven te worden bij zijn zoon Francis. Zijn stoffelijke resten worden in mei 1945 opgegraven en opgebaard bij zijn zonen op de begraafplaats van Vorst.
In Heverlee, een deelgemeente van Leuven, werd een straat naar hem vernoemd. De huidige Albert Stainierstraat ligt op een 300 meter van zijn ouderlijk huis in de Tiensesteenweg.